# Latteruolo
Il latteruolo, conosciuto anche come casadello, è un dolce al cucchiaio composto da una base di pasta matta (acqua e farina e senza uova) su cui poggia un alto strato di crema a base di latte, uova e zucchero. È un dolce tradizionale della Romagna, in particolare della provincia di Forlì-Cesena, dove è inserito nell'elenco regionale dei prodotti agroalimentari tradizionali (P.A.T.).
È attestato nel ricettario La scienza in cucina e l'arte di mangiar bene di Pellegrino Artusi con la ricetta n. 649, in cui si illustra che veniva preparato in passato in occasione del Corpus Domini, quando veniva portato in dono dai contadini al padrone.

## Preparazione
Secondo la ricetta documentata da Artusi,  si ottiene da latte portato a ebollizione, successivamente mescolato con zucchero, coriandolo e uova precedentemente montate con la frusta. Il composto viene versato in una teglia foderata di pasta matta e infornato. A cottura ultimata, il dolce viene tagliato a spicchi e servito freddo.
Alcune varianti moderne prevedono l'aggiunta al composto di pangrattato e succo o scorza di limone, o sale o parmigiano grattugiato o noce moscata.